# Pic de production
En économie, on parle de plus en plus de pic de production pour désigner le moment où la production mondiale d'une ressource atteint un maximum, à partir duquel elle baisse de façon irréversible par suite de l'épuisement de la ressource.
Dans ce sens, le pic de production correspond à la théorie du géophysicien Marion King Hubbert (voir pic de Hubbert), qui date des années 1940, et a été exhumée récemment au sujet du pétrole.
L'expression pic de production peut également être employée dans un sens conjoncturel au sujet d'un maximum de production, suivi d'une baisse de production passagère, à la suite de laquelle la production repart à la hausse.
Il convient de distinguer deux cas :
- Celui où la ressource est non renouvelable (cas du pétrole),
- Celui où la ressource est recyclable (cas des minerais).

## Exemples
L'expression est fréquemment employée au sujet du pétrole (pic pétrolier, ou peak oil en anglais), pour lequel on débat beaucoup de la date à laquelle il se produira, mais elle peut tout aussi bien s'appliquer à d'autres ressources, en particulier à l'or (peak gold en anglais) ou d'autres métaux précieux, qui ont des applications industrielles en électronique.
On trouvera des informations sur les exemples suivants :
- Pic pétrolier
- Pic gazier
- Pic du phosphore
- Pic du charbon (en)
- Pic de l'azote (en)
- Pic du blé (en)
- Pic de l'or
- Pic du cuivre (en)
- Pic de l'uranium (en)

## Conséquences
La principale conséquence d'un pic de production, s'il concerne une ressource vitale dans le fonctionnement d'une société, est une Catastrophe malthusienne.